# Казаков, Геннадий Андреевич
Геннадий Андреевич Казаков (28 февраля 1939, Челябинск — 5 ноября 2020, Уфа) — советский хоккеист, нападающий, мастер спорта СССР. Выступал за хоккейные клубы «Трактор» (Челябинск) и «Салават Юлаев» (Уфа). 

## Биография
Геннадий Казаков родился 28 февраля 1939 года в Челябинске. Был воспитанником челябинской хоккейной школы, играл в юниорской команде «Авангард», которую тренировал Виктор Столяров. 
Начиная с сезона 1958/1959 годов, Казаков выступал за команду «Трактор» (Челябинск), игравшую в высшей лиге (первая группа класса «А») чемпионата СССР по хоккею. В команде партнёрами Казакова по тройке нападения были Герман Бурачков и Виктор Кунгурцев. В течение сезона 1961/1962 годов Казаков был одним из лидеров по заброшенным шайбам, но из-за нарушения спортивного режима и опоздания на поезд был отчислен из команды. Вернуться в основной состав «Трактора» он смог в сезоне 1963/1964 годов и провёл в команде ещё два сезона. В 1965 году «Трактор» занял последнее место и перешёл во вторую группу класса «А», в результате чего по окончании сезона ряду игроков, включая Казакова, пришлось покинуть команду. За шесть сезонов, проведённых в высшей лиге, Казаков забросил 56 шайб в примерно 170 матчах чемпионата СССР. 
В 1965—1975 годах Казаков выступал за команду «Салават Юлаев» (Уфа), куда его пригласил играющий тренер Владимир Каравдин. Во второй половине 1960-х уфимская команда играла во 2-й и 1-й группах класса «А», а затем, после реформы 1970 года, — в первой лиге чемпионата СССР. В команде партнёрами Казакова по тройке нападения были Владимир Быков и Николай Заварухин, их тройка считается одной из лучших за всю историю клуба. В сезоне 1974/1975 годов Казаков был играющим тренером команды. За все годы выступлений за клуб «Салават Юлаев» Казаков забросил 189 шайб в ворота соперников (по другим данным — 190 шайб). С этим результатом, по состоянию на март 2008 года, он занимал шестое место в списке самых результативных форвардов команды.
После окончания игровой карьеры, в сезоне 1975/1976 годов Геннадий Казаков продолжал работать тренером в хоккейном клубе «Салават Юлаев». Затем окончил Высшую школу тренеров. В сезоне 1978/1979 и первой половине сезона 1979/1980 годов был старшим тренером хоккейного клуба «Ермак» из Ангарска. В сезоне 1980/1981 годов тренировал команду «Авангард» из Уфы, а в сезоне 1983/1984 годов опять был тренером клуба «Салават Юлаев». С 1990 года работал тренером в СДЮШОР «Салават Юлаев». Скончался 5 ноября 2020 года в Уфе.